# Elvis Peacock
Elvis Zaring Peacock (Miami, 7 novembre 1956) è un ex giocatore di football americano statunitense che ha militato nel ruolo di running back nella National Football League (NFL).

## Carriera
Peacock era noto come uno dei running back più rapidi del college football negli anni settanta, avendo corso un tempo di 9,4 secondi sulle 100 yard mentre pesava 96 chili quando era ancora alle scuole superiori. Questo tempo fu paragonato all'allora record mondiale di 9,1 secondi. Al college giocò a football a Oklahoma. Fu scelto dai Los Angeles Rams come ventesimo assoluto nel Draft NFL 1978. Vi giocò per tre stagioni fino al 1980, dopo di che passò un'ultima stagione ai Cincinnati Bengals nel 1981 con cui raggiunse il Super Bowl XVI, perso contro i San Francisco 49ers.

## Palmarès
- American Football Conference Championship: 1

Cincinnati Bengals: 1981